# チャールズ・ラング・フリーア・メダル

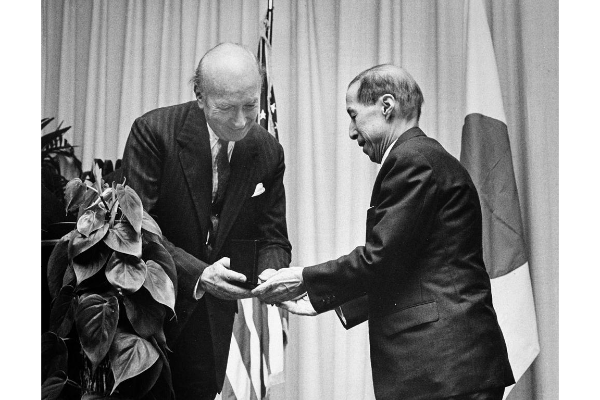
4人目の受賞者である田中一松の授賞式（1973年5月2日）

チャールズ・ラング・フリーア・メダル（Charles Lang Freer medal）、または単にフリーア・メダルとは、1956年にスミソニアン博物館が創設した、アジアの美術史の研究者の業績を称えるための賞である。その名称は、フリーア美術館創設者のチャールズ・ラング・フリーアにちなむ。

## 受賞者
1. オズワルド・シレン（1956年2月15日）[1]
2. エルンスト・キューネル（英語版）（1960年5月3日）[2]
3. 矢代幸雄（1965年9月15日）[3]
4. 田中一松（1973年5月2日）[4]
5. ローレンス・シックマン（英語版）（1973年9月11日）[5]
6. ロマン・ギルシュマン（英語版）（1974年1月16日）[6]
7. マックス・レーヤー（英語版）（1983年5月2日）[7]
8. ステラ・クラムリッシュ（英語版）（1985年）
9. アレクサンダー・ソーパー（英語版）（1990年）[8]
10. シャーマン・リー（英語版）（1998年）[9]
11. オレグ・グラバール（2001年）[10]
12. ジェームズ・ケーヒル（2010年）
13. ジョン・マックス・ローゼンフィールド（2012年）
14. ジェシカ・ローソン（英語版）（2017年）[11]